# 大邱市民運動場棒球場
大邱市民運動場棒球場（韓語：대구시민운동장야구장），簡稱大邱棒球場（대구야구장），又稱李承燁棒球場（이승엽 야구장），是韓國的一座棒球場，位於大邱廣域市北區，於1948年落成啟用。1982年至2015年是韓國職棒三星獅的主場。這座球場僅設1萬個觀眾席，是韓國職棒主要的比賽場地中，容納觀眾人數最少的球場，也是最容易擊出全壘打的棒球場。
三星獅於2016年將主場遷至大邱三星獅棒球場之後，本球場因設施老舊，未再做為職棒比賽之用。大邱市政府整修球場，拆除大多數觀眾席，於2018年3月完成整修工程，此球場轉型為業餘棒球使用。

## 外部連結
- 大邱市民運動場棒球場在台灣棒球維基館上的頁面（繁體中文）